# Ammophila sabulosa
Ammophila sabulosa és una espècie d'himenòpter de la família Sphecidae, subfamília Ammophilinae. A les Balears rep els noms de sabater i bereiol.

## Descripció
Ammophila sabulosa mesura 15–25 mil·límetres de llargada i és una espècie solitària que parasita altres insectes. El seu abdomen és allargat i estret i presenta els colors d'advertència taronja i negre.

## Subespècies
S'han descrit les subespècies:
- Ammophila sabulosa sabulosa (Linnaeus, 1758)
- Ammophila sabulosa solowiyofkae Matsumura, 1911
- Ammophila sabulosa touareg Ed. André, 1886
- Ammophila sabulosa vagabunda F. Smith, 1856